# Gerda Tanberg
Gerda Tanberg, née le 22 septembre 1902 et morte le 16 mai 1984, est une résistante norvégienne.

## Biographie
Avec, entre autres, Nic Waal et Nina Hasvoll, directrice du foyer des enfants juifs à Oslo, Gerda Tanberg a sauvé 14 enfants juifs de la déportation à l'automne 1942. Dans la nuit du 26 novembre 1942 ont lieu à Oslo des arrestations massives de femmes et d'enfants juifs, immédiatement transportés par le bateau SS Donau à Szczecin puis à Auschwitz où ils sont assassinés. La même nuit, les 14 enfants sont évacués de l'orphelinat de Holbergsgate juste avant que la police ne vienne les chercher. Tanberg cache les enfants dans son appartement de la rue Veslekroken, district d'Ullern, à Oslo. Les enfants sont par la suite évacués vers la Suède.
La cinéaste Nina Grünfeld a réalisé un documentaire sur l'opération de sauvetage, Les enfants de Nina, et est l'auteur avec Espen Holm d'un livre du même titre.
Pour son action, Gerda Tanberg a reçu en 2006 à titre posthume la distinction Juste parmi les nations.